# Sceloporus becki
Sceloporus becki (острівна парканна ігуана) — вид ігуаноподібних ящірок родини фриносомових (Phrynosomatidae).  Ендемік Сполучених Штатів Америки. Вид названий на честь американського орнітолога Ролло Бека

## Поширення і екологія
Острівні парканні ігуани мешкають на островах Санта-Круз, Санта-Роза і Сан-Мігель в групі островів Ченнел у Каліфорнії. Вони живуть на відкритих, сонячних місцевостях, зокрема на берегах струмків, на пляжах та серед скель.